# Xã North Litchfield, Quận Montgomery, Illinois
Xã North Litchfield (tiếng Anh: North Litchfield Township) là một xã thuộc quận Montgomery, tiểu bang Illinois, Hoa Kỳ. Năm 2010, dân số của xã này là 5.148 người.